# Mitthyridium louisiadum
Mitthyridium louisiadum là một loài rêu trong họ Calymperaceae. Loài này được Broth. H.K. Nowak mô tả khoa học đầu tiên năm 1980.